# Isabelle Giordano
Pour les articles homonymes, voir Giordano.
 (décembre 2019).
Si vous disposez d'ouvrages ou d'articles de référence ou si vous connaissez des sites web de qualité traitant du thème abordé ici, merci de compléter l'article en donnant les références utiles à sa vérifiabilité et en les liant à la section « Notes et références ».
Isabelle Giordano, née le 28 octobre 1963 à Fontenay-aux-Roses, est une ancienne journaliste, animatrice de radio et de télévision française, engagée dans le monde culturel et cinématographique.
D'avril 2013 à juillet 2019, elle est la directrice générale d'Unifrance puis, à partir de juillet 2019, présidente du comité stratégique du pass Culture. Depuis juillet 2021, elle est déléguée générale de la Fondation BNP Paribas, où elle dirige le mécénat sous la direction d’Antoine Sire, directeur de l'engagement d'entreprise de la société bancaire.

## Ascendance
Elle est d'ascendance italienne par son père et guadeloupéenne par sa mère. À ce sujet, elle déclare être « française mais avec des origines italienne et guadeloupéenne, donc avec une couleur de peau qui n’est pas blanche, fière de l’être, fière d’être métissée ».

## Parcours

### Radio
En 1994, elle présente sur France Inter une chronique sur la littérature dans l'émission Planète livre.
À partir de 1997, elle anime pendant deux ans une émission quotidienne sur Europe 1.
De 2004 à 2006, elle présente sur France Inter Le Monde selon wam, une émission sur les sujets liés à l'adolescence, rencontrant un vif succès (deux fois plus d'audience que l'année précédente) et récompensée en 2006 par les Lauriers du Sénat.
De 2006 à 2011, elle présente et produit Service public sur France Inter, à l'initiative de son directeur Frédéric Schlesinger,. Elle apparaît dans une courte séquence dans son propre rôle dans le film La Fille de Brest, d'Emmanuelle Bercot, dénonçant le scandale du Mediator.
De 2011 à 2012, elle présente et produit une nouvelle émission sur France Inter : Les Affranchis, de 11 h à 12 h 20. Après avoir été oralement informée, en juin 2012, du renouvellement de son émission pour la saison 2012-2013, elle est brutalement mise à l'écart de France Inter. Son émission est alors remplacée par l'émission On va tous y passer.

### Télévision
Après des études à l'Institut d'études politiques de Paris, elle débute dans le journalisme pour la presse écrite économique et pour la télévision (Histoire d'un jour, de Philippe Alfonsi sur FR3). 
Sa première apparition à la télévision a lieu dans l'émission L'Assiette anglaise dans les années 1980 sur Antenne 2. On la retrouve ensuite dans Demain (avec Michel Denisot) et Scrupules sur Canal+ durant l'été 1990, aux côtés de Jean-Luc Delarue. Elle entre à la télévision en coprésentant, en janvier 1991, Bouillon de culture, la nouvelle émission de Bernard Pivot, après avoir présenté les flash infos pendant quelques mois pour Une fois par jour, une émission quotidienne présentée par Claude Sérillon, sur Antenne 2.
En 1991, elle rejoint à nouveau Canal+ comme présentatrice et rédactrice en chef du Journal du cinéma jusqu'en 2002. Toujours sur Canal+, à partir de 1997, elle présente, en plus de son émission quotidienne, un rendez-vous hebdomadaire, Allons au cinéma ce week-end, qui accueille des critiques de cinéma comme Jean-Pierre Lavoignat, François Forestier, Frédéric Bonnaud ou Jean-Marc Lalanne.
De septembre 2002 à juin 2004, elle présente le divertissement Le Fabuleux Destin de... sur France 3. En 2006, elle raconte les moments qui ont marqué le Festival de Cannes depuis sa création dans une série de formats courts nommée Une année à Cannes. De 2006 à 2007, elle anime Jour de fête, l'émission de cinéma de France 2.
En 2008, elle rejoint Arte. De janvier 2008 à décembre 2009, elle présente en alternance avec Théa Dorn l'émission mensuelle Paris-Berlin, le débat. De janvier à décembre 2009, elle anime une émission quotidienne sur le design et les tendances Chic. En 2010, elle présente l'émission hebdomadaire, Giordano Hebdo diffusée sur Arte. Elle y accueille chaque semaine un personnage en vue issu de tous les milieux, du cinéma, de la littérature ou encore de la politique.
Elle est l'auteur de deux documentaires diffusés sur Canal+ : Génération Grand Bleu en 1994 et Les Aventuriers du cœur en 1995.

### Industrie audiovisuelle
En 2008, elle fonde la société de production TUPAC, société de production de films et de programmes pour la télévision.
Fin avril 2013, elle remplace Régine Hatchondo au poste de directrice générale d'UniFrance, organisme chargé de la promotion du cinéma français à l'étranger. 
Après six ans passés à la tête d'UniFrance, elle quitte ce poste le 31 juillet 2019. Elle exerce ensuite la fonction de présidente non exécutive du comité stratégique du pass Culture.

## Autres activités
Isabelle Giordano a publié plusieurs livres, dont trois biographies : une sur Martine Aubry (Martine, le destin ou la vie), une sur Romy Schneider (Romy Schneider film par film) et une sur Alain Delon (Alain Delon film par film).
À partir de 2006, elle tient la rubrique cinéma de l'hebdomadaire Femme actuelle.
En 2006, Isabelle Giordano crée l'association Cinéma pour tous, qui organise des projections de films pour « ouvrir les portes du 7e Art aux adolescents » dans les quartiers défavorisés, à Paris, à Lille, Rouen et leurs périphéries. Depuis 2018, l’association a rejoint L’Ascenseur, nouveau lieu engagé pour l’égalité des chances.
Elle a été marraine de l'association Les Toiles enchantées, qui organise des projections dans les hôpitaux pour les enfants malades. À partir de 2010, elle est l'ambassadrice de l'ONG Plan pour l'éducation et les droits des filles dans le monde.
Elle effectue par ailleurs occasionnellement des animations d'évènements promotionnels pour le compte d'entreprises. Critiquée à ce sujet dans le documentaire Les Nouveaux chiens de garde, Isabelle Giordano a commenté : « Si je devais répondre à toutes les basses attaques, je n'en finirais pas ».
En 2011, elle est vice-présidente de la Commission d'aide à la distribution aux films jeune public du Centre national du cinéma et de l'image animée (CNC). À partir de 2013, elle est membre de la commission images de la diversité du CNC.
En mars 2013, elle intègre le comité de programmation des conférences TEDxParis.
En 2015, elle est chargée par la ministre de la Culture et de la Communication, Fleur Pellerin, et par le secrétaire d'État chargé du Commerce extérieur, Matthias Fekl, d'une mission de fédératrice des industries culturelles à l'export. 
En mai 2015, elle devient membre du comité des 11 tricolores de l'Euro 2016, elle est chargée de la culture. 
Le 14 mars 2016, elle est nommée administratrice de SFR mais elle renonce à cette fonction.
Elle est membre de plusieurs conseils d'administration : Forum des images, Institut de l'Engagement, Fondaction du Football, Eloquentia, domaine national de Chambord, Reporter d'espoirs et de la Fondation Newen. Elle est aussi présidente du Fonds pour le Service civique et personnalité qualifiée de la Fondation Égalité des Chances[source secondaire souhaitée].
Elle est membre du Braintrust Boma.
En mars 2017, elle est nommée au comité d'éthique de Radio France, pour un mandat de trois ans, et en démissionne en juin 2018.
En juin 2018, elle devient membre de la mission de concertation sur l'audiovisuel public mise en place par la ministre de la Culture, Françoise Nyssen.
Nommée présidente du comité stratégique du pass Culture, elle fait face, dès 2019, aux critiques concernant les dysfonctionnements de ce dispositif et les « salaires démesurés de certains responsables ». Elle doit notamment répondre devant la commission des affaires culturelles de l’Assemblée nationale du potentiel conflit d’intérêt d’Éric Garandeau, qui la conseillait et dont la rémunération atteignait 6 000 euros mensuels pour un tiers-temp. Elle annonce sa démission. Pour sa part, Isabelle Giordano, issue de la société civile en tant que journaliste, y œuvre bénévolement.
En juillet 2021, Isabelle Giordano succède à Jean-Jacques Goron en tant que déléguée générale à la tête de la Fondation BNP Paribas, qui s’implique dans le mécénat du groupe sous trois grandes thématiques, la solidarité (avec pour point d’orgue la lutte contre l’exclusion et l’insertion sociale), l’environnement (et plus particulièrement le climat et la biodiversité) et la culture (avec la danse, le cirque et le jazz). 
Depuis août 2024, elle dirige la collection « L'Engagée » de Calmann-Lévy, qui met en avant la parole de personnes engagées dans les domaines sociaux ou environnementaux.
Elle pratique le karaté à bon niveau (ceinture noire).

## Publications
- Martine : Portrait intime, Paris, éditions Grasset et Fasquelle, 2002, 245 p.  (ISBN 978-2246619710)
- Elle s'appelait Romy..., Paris, éditions Albin Michel, 2002, 130 p.  (ISBN 978-2226135186)
- Les bonnes choses de la vie : 25 récits gourmands confiés à Isabelle Giordano, ill. Bruno Suet, Boulogne, France, éditions Aubanel, 2004, 195 p.  (ISBN 978-2700603538)
- Voyage au pays des psys, Paris, éditions Albin Michel, coll. « Documents, Essais », 2006, 235 p.  (ISBN 978-2226167972)
- Le Guide du consommateur citoyen, Paris, Nouveau Monde éditions, coll. « Guides », 2008, 319 p.  (ISBN 978-2847363807)
- Passionnément ! : Les grands amants du XXe siècle, avec Christine Haas et Fabien Larrieu, Boulogne, France, éditions du Toucan, coll. « Beaux livres », 2009, 186 p.  (ISBN 978-2810003228)
- Martine, le destin ou la vie, Paris, éditions Grasset et Fasquelle, coll. « Documents français », 2011, 176 p.  (ISBN 978-2246785040)
- Romy Schneider Film par film, Paris, Editions Gallimard Loisirs, coll. « Albums Beaux Livres », 2017, 256 p.  (ISBN 978-2742450350)
- Catherine Deneuve Film par film, Paris, Editions Gallimard Loisirs, coll. « Albums Beaux Livres », 2018, 240 p.  (ISBN 978-2742455935)
- Alain Delon Film par film, Paris, Editions Gallimard Loisirs, coll. « Albums Beaux Livres », 2019, 240 p.  (ISBN 978-2742459735)

## Décorations
- Chevalière de la Légion d'honneur. Elle est faite chevalier le 12 juillet 2013[31].
- Commandeur de l'ordre des Arts et des Lettres. Elle est nommée au grade d'officier le 24 juillet 2009[32], puis est promue commandeur le 12 mars 2019[33].